# IC 4281
IC 4281 ist eine Spiralgalaxie vom Hubble-Typ Sbc im Sternbild Wasserschlange. Sie ist schätzungsweise 528 Millionen Lichtjahre von der Milchstraße entfernt.

Im selben Himmelsareal befinden sich u. a. die Galaxien PGC 758468, PGC 760550, PGC 757314, IC 4279.
Das Objekt wurde am 4. Mai 1904 von Royal Harwood Frost.